# CAHL 1928/29
Die Saison 1928/29 war die dritte reguläre Saison der Canadian-American Hockey League (CAHL). Meister wurden die Boston Tigers.

## Teamänderungen
Folgende Änderungen wurden vor Beginn der Saison vorgenommen:
- Die Castors de Québec wurden nach Newark, New Jersey, umgesiedelt und änderten ihren Namen in Newark Bulldogs.

## Modus
In der Regulären Saison absolvierten die sechs Mannschaften jeweils 40 Spiele. Die drei bestplatzierten Mannschaften qualifizierten sich für die Playoffs, wobei der Erstplatzierte in der ersten Runde ein Freilos hatte. Für das Weiterkommen in den Playoffs waren die erzielten Tore entscheidend. Für einen Sieg erhielt jede Mannschaft zwei Punkte, bei einem Unentschieden einen Punkt und bei einer Niederlage null Punkte.

## Reguläre Saison

### Tabelle
Abkürzungen: GP = Spiele, W = Siege, L = Niederlagen, T = Unentschieden, GF = Erzielte Tore, GA = Gegentore, Pts = Punkte
|                     | GP | W  | L  | T  | GF | GA | Pts |
| ------------------- | -- | -- | -- | -- | -- | -- | --- |
| Boston Tigers       | 40 | 21 | 11 | 8  | 72 | 56 | 50  |
| Providence Reds     | 40 | 18 | 12 | 10 | 64 | 58 | 46  |
| New Haven Eagles    | 40 | 15 | 15 | 10 | 73 | 68 | 40  |
| Springfield Indians | 40 | 13 | 14 | 13 | 60 | 58 | 39  |
| Newark Bulldogs     | 40 | 14 | 26 | 0  | 65 | 81 | 34  |
| Philadelphia Arrows | 40 | 12 | 21 | 7  | 60 | 73 | 31  |

## Playoffs
|  | Halbfinale | Halbfinale       | Halbfinale |  |  | Finale | Finale          | Finale |
|  |            |                  |            |  |  |        |                 |        |
|  |            |                  |            |  |  |        |                 |        |
|  | 1          | Boston Tigers    |            |  |  |        |                 |        |
|  |            | Freilos          |            |  |  |        |                 |        |
|  |            |                  |            |  |  | 1      | Boston Tigers   | 11     |
|  |            |                  |            |  |  | 2      | Providence Reds | 3      |
|  | 2          | Providence Reds  | 1          |  |  |        |                 |        |
|  | 3          | New Haven Eagles | 6          |  |  |        |                 |        |
|  |            |                  |            |  |  |        |                 |        |